# Bahamas en los Juegos Olímpicos de Pekín 2008
Bahamas estuvo representada en los Juegos Olímpicos de Pekín 2008 por un total de 25 deportistas que compitieron en 4 deportes.  
La portadora de la bandera en la ceremonia de apertura fue la atleta Debbie Ferguson-McKenzie.

## Medallistas
El equipo olímpico de Bahamas obtuvo las siguientes medallas:
| Nombre                                                    | Deporte   | Competición    |
| --------------------------------------------------------- | --------- | -------------- |
| Oro                                                       |           |                |
| —                                                         |           |                |
| Plata                                                     |           |                |
| Andretti Bain Chris Brown Michael Mathieu Andrae Williams | Atletismo | 4 × 400 m M    |
| Bronce                                                    |           |                |
| Leevan Sands                                              | Atletismo | Triple salto M |